# Don Kirkpatrick
Donald Kirkpatrick (Charlotte, 17 juni 1905 - 13 mei 1956) was een Amerikaanse jazzpianist en arrangeur van de swing.

## Carrière
Don Kirkpatrick speelde van 1926 tot 1933 bij Chick Webb (Heebie Jeepies, 1931) en bij Elmer Snowden en Don Redman van 1933 tot 1937. Hij was bovendien werkzaam als arrangeur voor Teddy Hill, Count Basie, Cootie Williams, Buddy Johnson, Benny Goodman en andere orkestleiders. Hij nam platen op met Benny Morton in 1934, Sidney Bechet, Bunk Johnson in 1947 en van 1952 tot 1955 als lid van het orkest van Wilbur De Paris. 

## Overlijden
Kort na zijn terugtrekking uit de New New Orleans Jazz Band overleed Kirkpatrick op 13 mei 1956 op 50-jarige leeftijd aan de gevolgen van een longontsteking
- Bibliothèque nationale de France: cb139439543 (data)
- Gemeinsame Normdatei: 134855957
- International Standard Name Identifier: 0000 0000 5519 3779
- Library of Congress Control Number: n91049779
- MusicBrainz: 8e686840-4353-4d48-a28f-296942161c77
- SNAC: w6g001jr
- Système universitaire de documentation: 157338673
- Virtual International Authority File: 71582966
- WorldCat: E39PBJpyhmF86VmxYbjmrHgHYP